# 托爾金讀本
《托爾金讀本》（英語：The Tolkien Reader）是J·R·R·托爾金的作品選集，1966年由巴蘭坦出版社在美國出版。收錄了幾篇托爾金的短篇作品，包括《樹與葉》、《哈莫農夫吉爾斯》和《湯姆·龐巴迪歷險記》等。

## 內容
- 《比欧特诺斯·比欧特尔姆之子的归来（英语：The Homecoming of Beorhtnoth Beorhthelm's Son）》
- 《樹與葉（英语：Tree and Leaf）》
  - 《論童話故事（英语：On Fairy-Stories）》
  - 《尼格爾的葉子》
- 《哈莫農夫吉爾斯（英语：Farmer Giles of Ham）》
- 《湯姆·龐巴迪歷險記》